# Maglič
Pour les articles homonymes, voir Maglic.

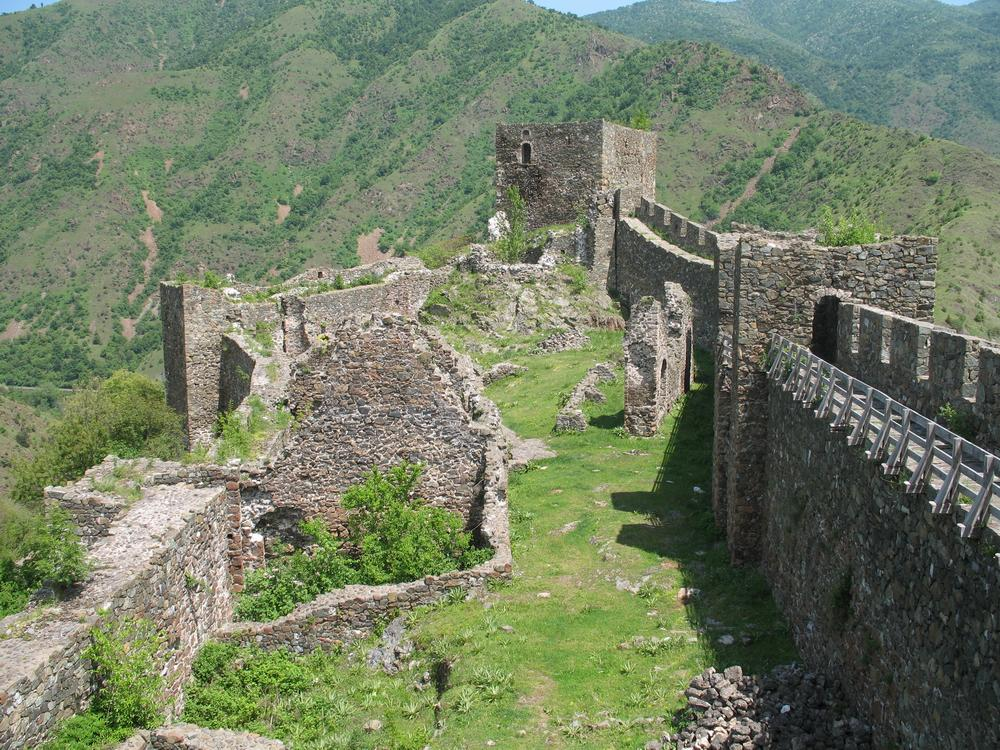
L'intérieur de forteresse de Maglič

Maglič (en serbe cyrillique : Маглич) est un village de Serbie situé sur le territoire de la ville de Kraljevo, district de Raška. Au recensement de 2011, il comptait 34 habitants.
Maglič possède une forteresse médiévale située à environ 20 km de Kraljevo, dans les gorges de l'Ibar. Bâtie sur une colline, elle protégeait la route qui reliait la vallée de la Morava à Kosovo Polje. En serbe, son nom signifie « la brumeuse ». 

## Histoire
Maglič a probablement été construit dans la première moitié du XIIe siècle par Stefan Ier Nemanjić, le « premier couronné », ou par son fils Stefan IV Uroš Ier. À l'époque de l'Empire serbe, Maglič fut la résidence de l'archevêque Danilo II ; c'est là que ce saint écrivit ses hagiographies. 
Après la prise de Smederevo le 20 juin 1459, les Ottomans occupèrent la forteresse. 
Pendant le second soulèvement serbe contre les Turcs, le voïvode Radoslav Jelečanin y surprit les Ottomans dans une embuscade et arrêta leur avancée en direction de Novi Pazar.

## Structures de la forteresse de Maglič
La forteresse est constituée de sept tours et d'un donjon reliés par des murailles. Les tours sont typiques des constructions militaires des Balkans, avec trois côtés en pierre et le côté à l'intérieur de la forteresse bâti en bois. 
Maglič possède une porte au nord et une autre plus petite dans l'une des tours du sud-est. 
L'intérieur de la forteresse conserve les vestiges d'un palais, des baraquements et une église consacrée à Saint Georges. On y trouve également un grand réservoir et un puits. Du côté sud, trois tours ont été bâties de façon rapprochée pour offrir une meilleure protection contre les attaques.

## Maglič aujourd'hui
La forteresse a partiellement été restaurée après la Première Guerre mondiale. Dans les années 1980, eut lieu une nouvelle grande campagne de restauration. Les planchers des tours ont été rétablis ainsi que les palissades le long des murs de défense. 

## Démographie
| 1948 | 1953 | 1961 | 1971 | 1981 | 1991 | 2002 | 2011 |
| ---- | ---- | ---- | ---- | ---- | ---- | ---- | ---- |
| 405  | 242  | 239  | 180  | 135  | 86   | 45   | 34   |

|  |